# Radi Nedeltchev
Radi Nedeltchev (en bulgare : Ради Неделчев), né le 1er avril 1938 à Ezertché (en) (obtchina de Tsar Kaloyan, oblast de Razgrad) et mort le 4 avril 2022 à Roussé, est un artiste bulgare connu pour ses peintures de style naïf.
Il vit et travaille à Roussé à partir de 1954. Ses peintures représentent surtout des paysages, des scènes de vie et des fêtes populaires.
Radi Nedeltchev est membre du Syndicat bulgare des artistes. Il a reçu l'Ordre de Cyrille et Méthode de première classe, la plus haute distinction artistique et culturelle de Bulgarie.